# 브릭랜드역

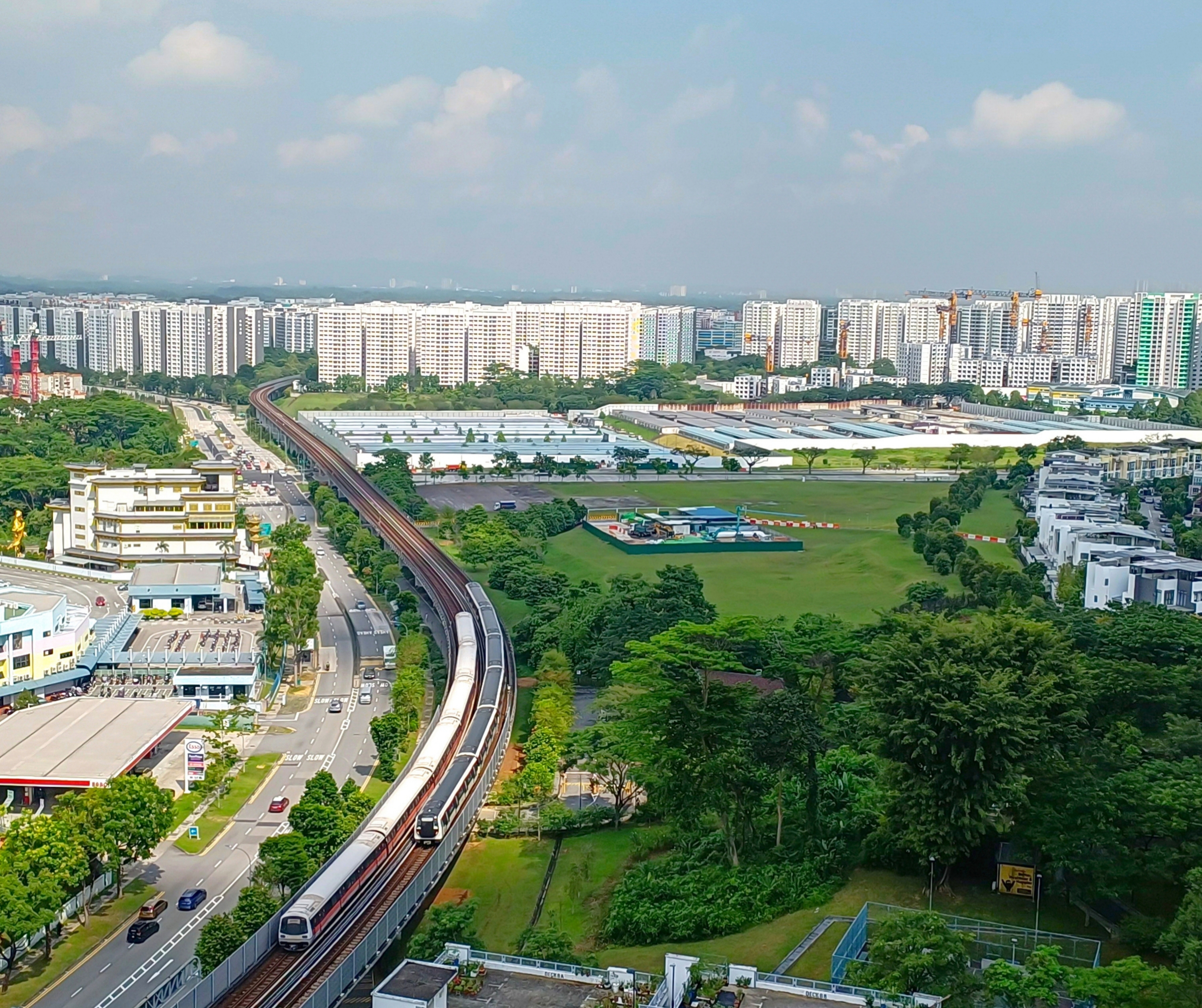

브릭랜드역(Brickland MRT station)은 싱가포르에 위치한 노스사우스선의 미래 대중교통 역이다. 이는 초아추캉 네이버후드 8뿐만 아니라 파빌리온 파크 및 텡가 브릭랜드 디스트릭트에도 서비스를 제공할 예정이다.